# 9. august
9. august er dag 221 i året i den gregorianske kalender (dag 222 i skudår). Der er 144 dage tilbage af året (også i skudår).
Dagens navn i den danske almanak er Romanus. I Sverige er navnet Roland, og i Norge er navnet Ronald  og Ronny.

## Fest- og helligdage, der fast ligger på 9. august
- Singapores nationaldag
- FN's Internationale dag for verdens oprindelige  folk og befolkningsgrupper

### Begivenheder
Født - Dødsfald
- 48 f.Kr. - Julius Cæsar besejrer endegyldigt Pompejus, der må flygte til Egypten.
- 1157 - Blodgildet i Roskilde, hvor Kong Svend V Magnussen dræber Knud III.
- 1483 - Det Sixtinske Kapel i Vatikanet tages i brug.
- 1810 - Napoleon annekterer Westfalen til Frankrig.
- 1902 - Edvard 7. krones som konge af Det Forenede Kongerige.
- 1936 - Som den første amerikaner nogensinde vinder Jesse Owens sin fjerde guldmedalje ved de olympiske lege i Berlin.
- 1942 - Mohandas Gandhi arresteres af briterne i Bombay.
- 1945 - Den anden atombombe kastes over Nagasaki, hvor omkring 70.000 mennesker øjeblikkeligt omkommer.
- 1965 - Singapore løsriver sig fra Malaysia og bliver selvstændigt.
- 1974 - Richard Nixon afgår officielt som USA's præsident, og vicepræsident Gerald Ford overtager posten.
- 1990 - FNs Sikkerhedsråd vedtager en enstemmig erklæring om at Iraks besættelse og indlemmelse af Kuwait er i strid med international folkeret, og at Irak derfor straks skal indlede tilbagetrækning.
- 1993 - Albert 2. af Belgien overtager den belgiske trone.

### Født
- 1893 - Frans Blom, dansk arkæolog og opdagelsesrejsende (død 1963).
- 1896 - Jean Piaget, schweizisk psykolog (død 1980).
- 1896 - Lev Vygotskij, russisk psykolog (død 1934).
- 1914 - Tove Jansson, finsk forfatter (død 2001).
- 1927 - Ib Frederiksen, dansk gårdejer og politiker, tidligere minister (død 2018).
- 1927 - Robert Shaw (skuespiller), engelsk skuespiller (død 1978).
- 1931 - Frode Kristoffersen, dansk journalist og tidligere EU-parlamentariker (død 2016).
- 1935 - Holger Lavesen, dansk direktør (død 2017).
- 1935 - Vagn Simonsen, dansk journalist.
- 1939 - Romano Prodi, italiensk professor, politiker og premierminister, tidligere formand for EU-kommissionen.
- 1939 - Flemming Hansen, dansk politiker og minister (død 2021).
- 1940 - Tom McEwan, skotsk-dansk skuespiller og musiker.
- 1946 - Peter Thorsboe, dansk forfatter.
- 1947 - Roy Hodgson, engelsk fodboldtræner.
- 1949 - Steen Rasmussen, dansk skuespiller og instruktør.
- 1949 - Michael Elo, dansk sanger og komponist.
- 1951 - Alexander Bozhkov, bulgarsk minister (død 2009).
- 1957 - Melanie Griffith, amerikansk skuespiller.
- 1958 - Anders Mølgaard Jensen, dansk politiker (død 2001).
- 1963 - Whitney Houston, amerikansk sangerinde (død 2012).
- 1966 - Lotte Mejlhede, dansk journalist.
- 1967 - Nicolaj Kopernikus, dansk skuespiller.
- 1968- Gillian Anderson, amerikanskfødt skuespillerinde, bosat i England.
- 1971 - Davide Rebellin, italiensk cykelrytter.
- 1973 - Filippo Inzaghi, italiensk fodboldspiller.

### Dødsfald
- 378 - Valens, romersk kejser (født 328) - dræbt i kamp.
- 1942 - Edith Stein, tysk-jødisk filosof. (I Auschwitz.) (Født 1891).
- 1962 - Hermann Hesse, tyskfødt schweizisk forfatter og modtager af Nobelprisen i litteratur (født 1877).
- 1969 - Sharon Tate, amerikansk skuespiller (født 1943) - myrdet.
- 1973 - Christian Arhoff, dansk skuespiller (født 1893).
- 1974 - Else Alfelt, dansk billedkunstner (født 1910)
- 1975 - Dmitrij Sjostakovitj, russisk komponist (født 1906).
- 1995 - Jerry Garcia, amerikansk musiker i Grateful Dead (født 1942).
- 2006 - James Alfred Van Allen, amerikansk astronom (født 1914).
- 2010 - Henrik Krogh Christensen, dansk operasanger (født 1946)
- 2019 - Henrik Topsøe, dansk civilingeniør, vicedirektør og bestyrelsesformand i Haldor Topsøe (født 1944)

|  | Denne datoartikel kan blive bedre, hvis der indsættes et (bedre) billede Du kan hjælpe ved at afsøge Wikimedia Commons for et passende billede eller uploade et godt billede til Wikimedia Commons iht. de tilladte licenser og indsætte det i artiklen. |